# もじパラ
もじパラは、株式会社アイビズが運営する、応援うちわなどに使用される文字シール・うちわを販売するショップ。

## 概要
応援うちわに貼ることを目的とした文字シールを製造・販売しており、2014年現在、リアルショップ4店舗、インターネットショップ3店舗を運営している。

## 店舗
2012年9月にもじパラ楽天市場店の運営を開始、下記の店舗が存在する。

### インターネットショップ
- もじパラ 楽天市場店(2012年9月開店)
- もじパラ ヤフーショップ(2014年2月開店)
- もじパラ 本店(2015年2月開店)

### リアルショップ
- もじパラ 大阪店(2013年3月開店)
- もじパラ 原宿店[1](2013年7月開店)
- もじパラ 福岡店(2014年3月開店)
- もじパラ 新大久保店(2014年12月開店)
- もじパラ オーダー館(2015年4月開店)

## 主な沿革
- 2012年9月 - もじパラ楽天市場店オープン
- 2013年3月 - もじパラ大阪店オープン
- 2013年7月 - もじパラ原宿店オープン
- 2014年2月 - もじパラヤフー店オープン
- 2014年3月 - もじパラ福岡店オープン
- 2014年12月 - もじパラ新大久保店オープン
- 2015年2月 - もじパラ本店サイトオープン